# NXT TakeOver: 31
NXT TakeOver: 31 è stata la trentunesima edizione della serie NXT TakeOver, prodotta dalla WWE per il roster di NXT, e trasmessa live sul WWE Network. L'evento si è svolto il 4 ottobre 2020 al Capitol Wrestling Center di Orlando (Florida).
A causa della pandemia di COVID-19 e delle misure necessarie per farvi fronte, l'evento si è svolto con la sola presenza del personale autorizzato e con quasi un centinaio di persone a livello fisico. L'evento è stato trasmesso inoltre nel Capitol Wrestling Center, dove, tramite una serie di pannelli a LED intorno all'arena, i fan da tutto il mondo hanno potuto assistere in diretta all'evento tramite collegamento remoto.

## Antefatto
La serie di NXT TakeOver, riservata ai lottatori di NXT, è iniziata il 29 maggio 2014, con lo show tenutosi alla Full Sail University di Winter Park (Florida) I Dark Match sono contati dalla WWE come taping per la prossima puntata di NXT.

## Storyline
Nella puntata di NXT del 23 settembre Candice LeRae ha vinto una 18-woman Battle Royal per determinare la contendente n°1 all'NXT Women's Championship di Io Shirai eliminando per ultima Shotzi Blackheart. Un match tra le due per l'NXT Women's Championship è stato dunque sancito per NXT TakeOver: 31.
Nella puntata di NXT del 23 settembre Kyle O'Reilly ha vinto un Gauntlet match che comprendeva anche Bronson Reed, Cameron Grimes, Kushida e Timothy Thatcher, eliminando per ultimo Grimes e diventando il contendente n°1 all'NXT Championship di Finn Bálor per NXT TakeOver: 31.
Nella puntata di NXT del 23 settembre è stato annunciato che Damian Priest avrebbe dovuto difendere l'NXT North American Championship contro Johnny Gargano; nella stessa puntata, infatti, Gargano ha brutalmente attaccato Priest dopo che questi aveva sconfitto Austin Theory in un match non titolato.
Nella puntata di NXT del 12 agosto Cameron Grimes ha sconfitto Kushida e Velveteen Dream in un Triple Threat match di qualificazione ad un Ladder match per il vacante NXT North American Championship a NXT TakeOver XXX. Nella puntata speciale NXT: Super Tuesday II del 2 settembre (andata in onda l'8 settembre 2020) Dream ha sconfitto il jobber Ashantee "Thee" Adonis, ma poco dopo è stato attaccato da Kushida. Nella puntata di NXT del 23 settembre Kushida ha partecipato ad un Gauntlet match per determinare il contendente n°1 all'NXT Championship ma, a causa dell'intervento di Velveteen Dream, è stato eliminato da Bronson Reed. Un match tra Kushida e Velveteen Dream è stato sancito per NXT TakeOver 31.
Verso la fine di luglio, Isaiah "Swerve" Scott ha iniziato una faida con Santos Escobar, detentore dell'NXT Cruiserweight Championship. Spesso affiancato spesso dai Breezango per contrastare la stable di Escobar, il Legado del Fantasma (Joaquin Wilde e Raul Mendoza), nella puntata di NXT del 26 agosto Scott ha affrontato Escobar per il titolo dei pesi leggeri ma è stato scorrettamente sconfitto. Nella puntata speciale NXT Super Tuesday del 1º settembre Scott e i Breezango hanno sconfitto il Legado del Fantasma in un Six-man Street Fight, con Scott che ha schienato Escobar. Un match valevole per il titolo dei pesi leggeri di NXT tra Escobar e Scott è stato sancito per NXT TakeOver: 31. Per la prima volta, inoltre, l'NXT Cruiserweight Championship viene difeso in un TakeOver di NXT.

## Risultati
| #    | Match                                                                                    | Stipulazioni                                       | Durata |
| ---- | ---------------------------------------------------------------------------------------- | -------------------------------------------------- | ------ |
| Dark | Xia Li ha sconfitto Emily Andzulis                                                       | Single match                                       | —      |
| Dark | Danny Burch ha sconfitto Daniel Vidot                                                    | Single match                                       | —      |
| 1    | Damian Priest (c) ha sconfitto Johnny Gargano                                            | Single match per l'NXT North American Championship | 18:39  |
| 2    | Kushida ha sconfitto Velveteen Dream per sottomissione                                   | Single match                                       | 13:00  |
| 3    | Santos Escobar (c) (con Joaquin Wilde e Raul Mendoza) ha sconfitto Isaiah "Swerve" Scott | Single match per l'NXT Cruiserweight Championship  | 15:14  |
| 4    | Io Shirai (c) ha sconfitto Candice LeRae                                                 | Single match per l'NXT Women's Championship        | 16:45  |
| 5    | Finn Bálor (c) ha sconfitto Kyle O'Reilly                                                | Single match per l'NXT Championship                | 28:28  |